# Бхосле, Аша
Аша Бхосле (англ. Asha Bhosle, маратхи आशा भोसले, род. 8 сентября 1933, Сангли, Британская Индия) — одна из самых известных и уважаемых закадровых певиц Индии, младшая сестра Латы Мангешкар. Музыкальная карьера Бхосле началась в 1943 году. За более чем 60 лет она записала около 13 000 песен. Песни в её исполнении прозвучали в более чем 1000 фильмов. В 2009 году Мировая академия рекордов официально признала её «самым записываемым исполнителем в мире». В 2008 году Аша Бхосле была награждена орденом «Падма Вибхушан» — второй из высших гражданских государственных наград Индии.

## Биография
Аша родилась в маленькой деревушке в округе Сангли до того, как он стал частью штата Махараштра, в музыкальной семье Мастера Динанатха Мангешкара. После смерти отца её семья переехала из Пуны в Колхапур, а потом в Бомбей (ныне Мумбаи), Она и её старшая сестра начали петь и играть в фильмах, чтобы заработать деньги. Первую песню «Chala Chala Nav Bala» Аша записала для фильма на маратхи Majha Bal (1943), а первую в Болливуде «Saawan Aaya» — для фильма Chunariya (1948). До 1949 года её песни были исключительно дуэтными, и впервые она спела соло в фильме Raat Ki Raani (1949).
В 1966 году её исполнение одного из первых саундтреков начинающего композитора Р. Д. Бурмана для фильма Teesri Manzil стало популярным в стране. Как сообщается, когда она услышала песню «Aaja Aaja», то почувствовала, что не должна петь её на западный манер. Тогда Бурман предложил изменить музыку, но она отказалась, приняв это как вызов. С середины 1960-х годов до начала 1980-х она была поющим голосом актрисы и танцовщицы Хелен, начиная с песни «O Haseena Zulfon Wali». Говорят, что Хелен посещала её во время записи, чтобы лучше понять песню и соответственно планировать танцевальные движения. В число их популярных музыкальных номеров входят «Piya Tu Ab To Aaja» из фильм «Караван» (1971) и «Yeh Mera Dil» из фильма «Главарь мафии» (1978) наряду с остальными.

## Личная жизнь
В шестнадцать лет она сбежала из дома с тридцатилетним Ганпатрао Бхосле, который был её личным секретарем, и вышла замуж за него против воли родителей. Прожив вместе более десяти лет, они развелись в 1960 году, имея к тому времени троих детей. Старший сын Хемант Бхосле стал пилотом, а затем сделал карьеру в качестве кинокомпозитора. Дочь Варша была колумнисткой изданий The Sunday Observer и Rediff.com и покончила с собой в октябре 2012 года. Младший сын Ананд изучал бизнес и режиссуру, и управляет карьерой матери.
После развода Аша продолжила карьеру певицы. В 1980 году она вышла замуж второй раз за композитора Рахула Дева Бурмана. Рахул был моложе её на шесть лет и развёлся с Ритой Патель в 1971 году. Общих детей у них нет.